# Hellwigia obsoleta
Hellwigia obsoleta là một loài tò vò trong họ Ichneumonidae.